# Destilación por arrastre de vapor

Aparato de destilación al vapor en un laboratorio.

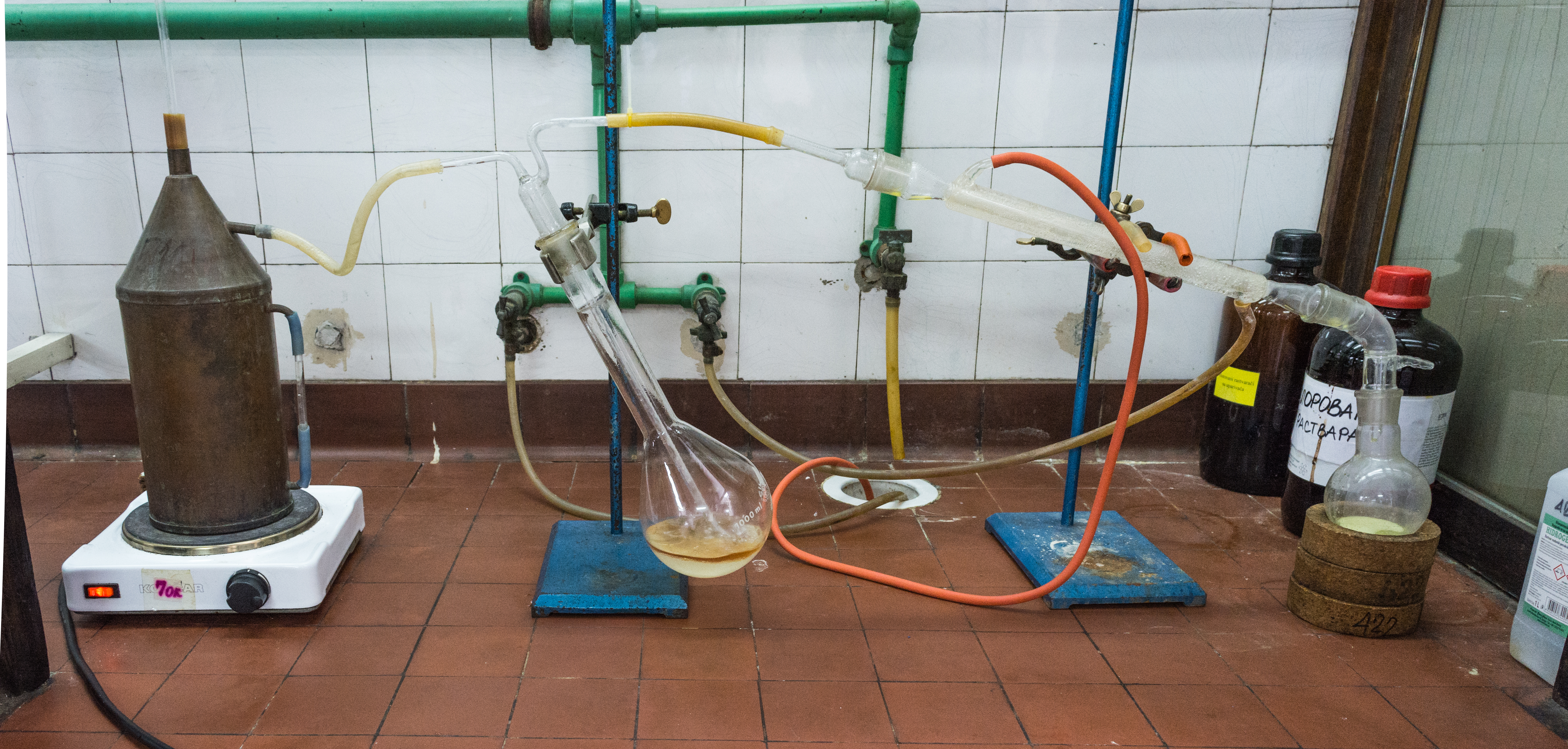
Aparato de destilación al vapor, que muestra la destilación al vapor de anilina.

La destilación por arrastre de vapor es un tipo especial de destilación (un proceso de separación) para materiales sensibles a la temperatura como los compuestos aromáticos naturales. Era un método de laboratorio popular para la purificación de compuestos orgánicos, pero se ha vuelto menos común debido a la proliferación de la destilación al vacío. La destilación a vapor sigue siendo importante en ciertos sectores industriales.
Muchos compuestos orgánicos tienden a descomponerse a altas temperaturas sostenidas. La separación por destilación en los puntos de ebullición normales (1 atmósfera) no es una opción, por lo que se introduce agua o vapor en el aparato de destilación. El vapor de agua transporta pequeñas cantidades de los compuestos vaporizados al matraz de condensación, donde la fase líquida condensada se separa, lo que permite una fácil recolección. Este proceso permite efectivamente la destilación a temperaturas más bajas, reduciendo el deterioro de los productos deseados. Si las sustancias a destilar son muy sensibles al calor, la destilación al vapor se puede aplicar a presión reducida, reduciendo aún más la temperatura de funcionamiento. 
Después de la destilación los vapores se condensan. Por lo general, el producto inmediato es un sistema de agua de dos fases y el destilado orgánico, que permite la separación de los componentes por decantación, partición u otros métodos adecuados. 

## Principio

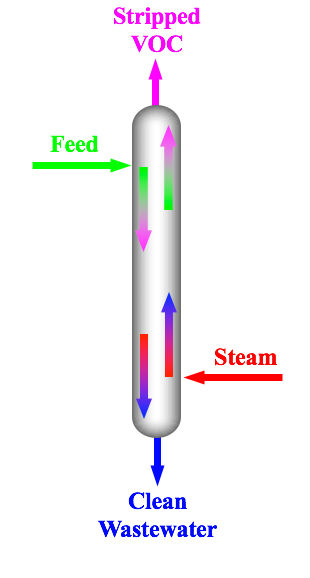
Diagrama de cómo limpiar económicamente las corrientes de aguas residuales de plantas. El vapor se utiliza como gas de extracción para eliminar los hidrocarburos de las aguas residuales. Este método es efectivo cuando los compuestos orgánicos volátiles tienen puntos de ebullición más bajos que el agua o tienen una solubilidad limitada en el agua.

Cuando se calienta una mezcla de dos líquidos prácticamente inmiscibles mientras se agita para exponer la superficie de cada líquido a la fase de vapor, cada constituyente ejerce independientemente su propia presión de vapor en función de la temperatura como si el otro constituyente no estuviera presente. En consecuencia, la presión de vapor de todo el sistema aumenta. La ebullición comienza cuando la suma de las presiones de vapor de los dos líquidos inmiscibles solo excede la presión atmosférica (aproximadamente 101 kPa al nivel del mar). De esta manera, muchos compuestos orgánicos insolubles en agua pueden purificarse a una temperatura muy por debajo del punto en que se produce la descomposición. Por ejemplo, el punto de ebullición del bromobenceno es 156 °C y el punto de ebullición del agua es 100 °C, pero una mezcla de las dos ebulliciones a 95 °C. Por lo tanto, el bromobenceno se puede destilar fácilmente a una temperatura de 61 °C por debajo de su punto de ebullición normal.

## Aplicaciones

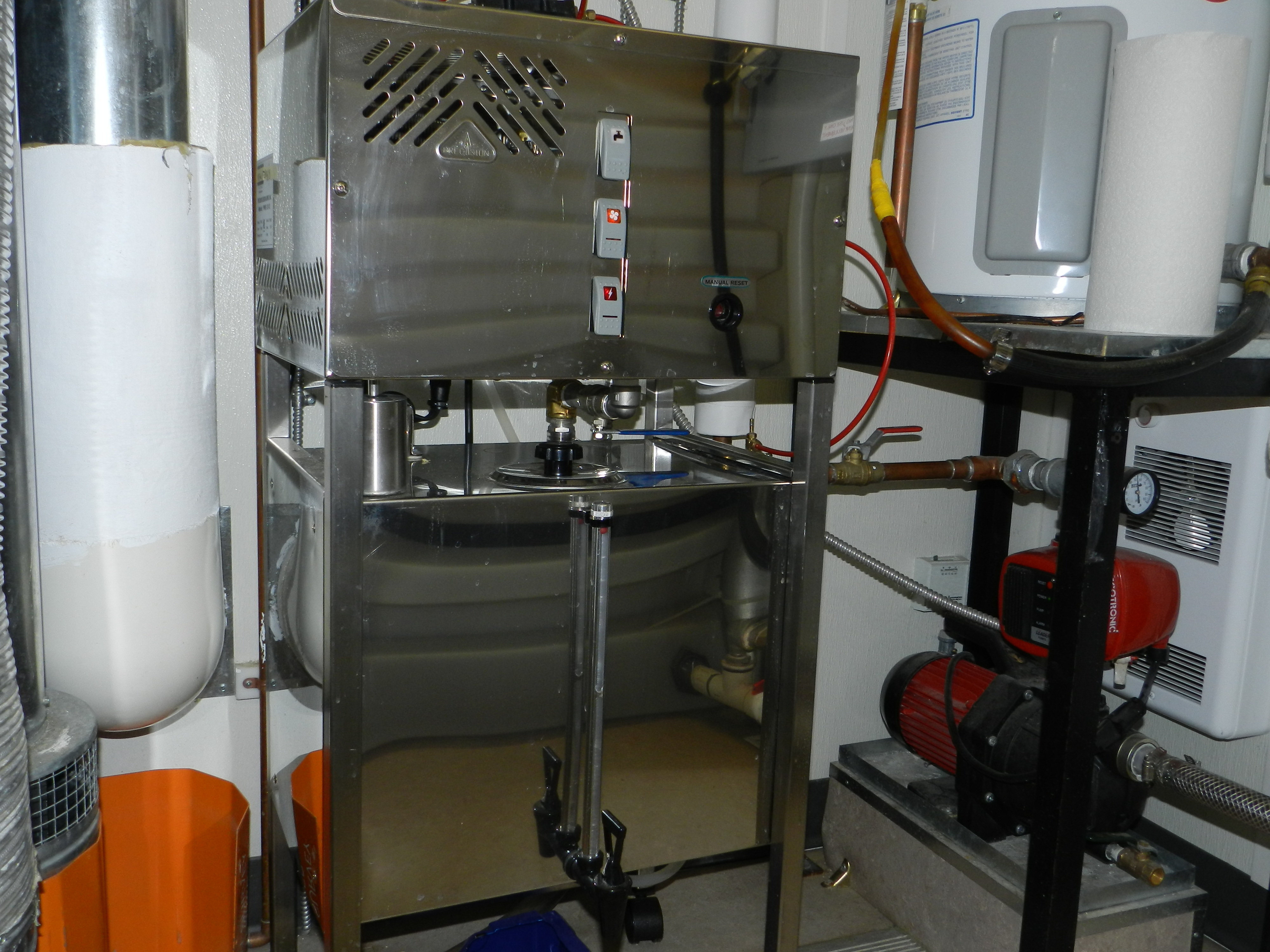
Un destilador de agua hirviendo. Tanque de ebullición en la parte superior y tanque de retención en la parte inferior.

La destilación al vapor se emplea en el aislamiento de aceites esenciales, por ejemplo, para usar en perfumes. En este método, el vapor pasa a través del material vegetal que contiene los aceites deseados. El aceite de eucalipto y el aceite de naranja se obtienen por este método a escala industrial. La destilación al vapor también se usa a veces para separar productos intermedios o finales durante la síntesis de compuestos orgánicos complejos.
La destilación a vapor también se usa ampliamente en las refinerías de petróleo y plantas petroquímicas, donde comúnmente se la denomina "extracción con vapor".
La destilación a vapor también es un medio importante para separar los ácidos grasos de las mezclas y para tratar productos crudos como aceites altos para extraer y separar ácidos grasos, jabones y otros compuestos orgánicos de valor comercial.

## Equipo

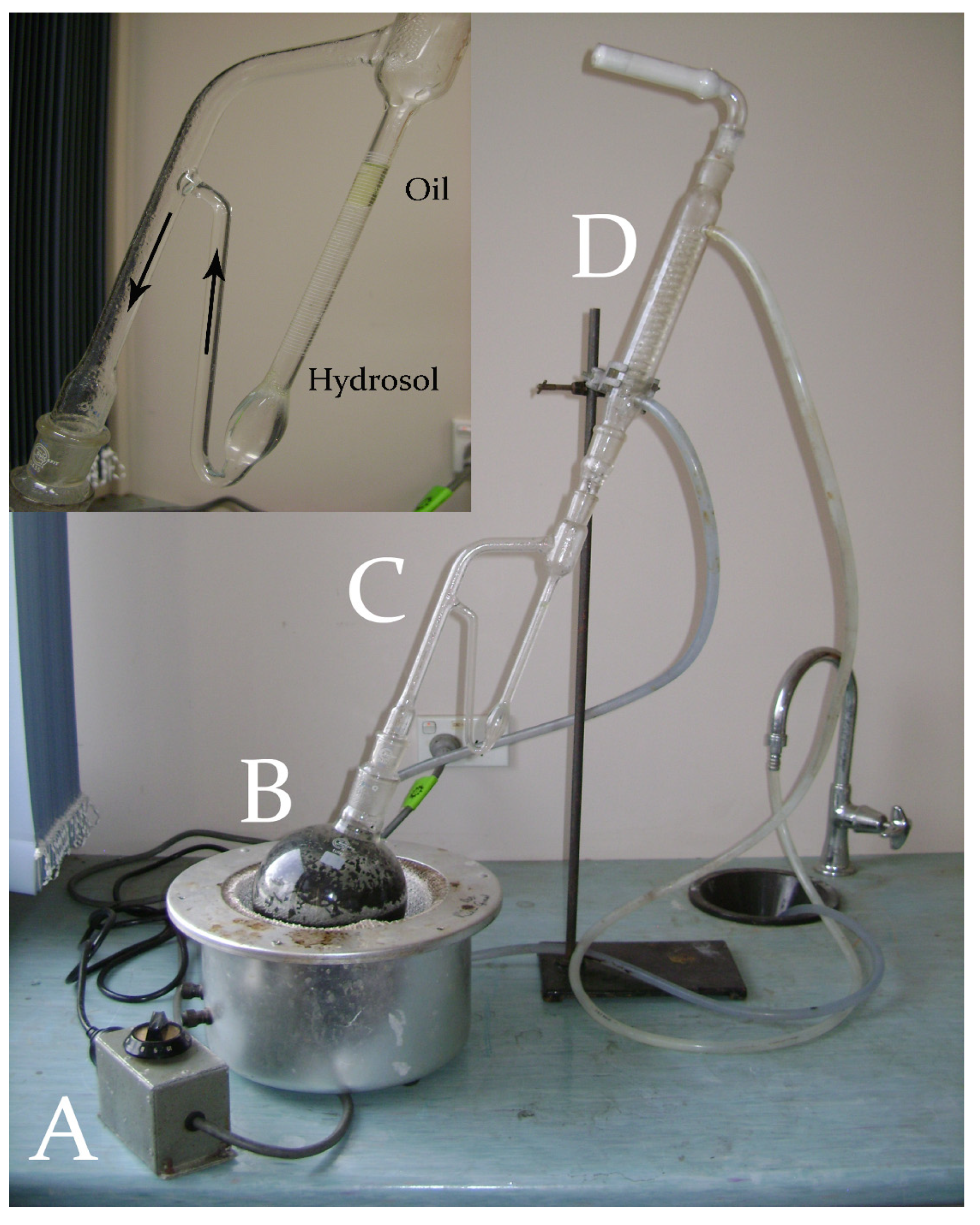
Hidrodestilación mediante el aparato de destilación a vapor, aparato del tipo Clevenger. (A) Regulador de potencia; (B) Manto de calentamiento con matraz de fondo redondo que contiene agua y hojas aromáticas; (C) Aparato del tipo Clevenger que devuelve el hidrosol al alambique y mantiene la fase de aceite esencial, pero solo para los aceites esenciales que son menos densos que el agua y, por lo tanto, flotan; (D) El condensador.

A escala de laboratorio, las destilaciones de vapor se llevan a cabo utilizando vapor generado fuera del sistema y se canalizan a través de biomasa macerada o se genera vapor in situ utilizando un aparato de tipo Clevenger.